# Güldane Altekrüger
Güldane 'Dana' Altekrüger (* 1975 in Hamburg) ist eine deutsche Kochbuchautorin, Bloggerin und Unternehmerin, die sich seit 2018 hauptberuflich mit der Entwicklung von kalorienarmen Backrezepten beschäftigt. Ihre selbst verlegten Bücher wurden Bestseller.

## Leben
Güldane (Dana) Altekrügers Eltern waren 1968 aus der Türkei nach Deutschland gekommen. Sie wuchs in Hamburg-St. Pauli auf, besuchte mit ihren Geschwistern die Grundschule  in der Hafenstraße und ging nachmittags in eine Koranschule. Zwischen dem neunten und zwölften Lebensjahr lebte sie bei ihren Großeltern in der Türkei. Nach ihrer Rückkehr wurde sie aufgrund mangelnder Deutschkenntnisse zunächst auf Hauptschulniveau eingestuft. Sie machte die Mittlere Reife, schaffte ihr Abitur und studierte als Erste aus ihrer Familie. Sie absolvierte ein BWL-Studium und arbeitete im Gastronomiemanagement und im Vertrieb beim Theater.
Nach der Geburt ihrer beiden Kinder mit 39 und 41 Jahren und erfolglosen Diäten begann sie während der Elternzeit mit der Entwicklung von kalorienarmen Brot- und Kuchenrezepten zu experimentieren. Dabei verwendete sie statt Weißmehl Haferkleie und Vollkornmehl, mischte dem Teig Flohsamenschalen, Magerquark und Eier bei. Sie postete ihre Rezepte regelmäßig auf ihren Social-Media-Kanälen unter dem Namen „Wölkchenbäckerei“. Mit Ende der Elternzeit kündigte sie ihre Stelle beim Theater und publizierte in Eigenregie mit einem Startkapital von 5000 Euro ihr erstes Rezeptbuch unter dem Titel Die Wölkchenbäckerei. Abnehmen mit Brot und Kuchen. Sie schrieb und fotografierte selbst, die Buchseiten legte sie mithilfe eines kostenlos heruntergeladenen Gestaltungsprogramms an. Ihr erster Vertriebsweg war ihre selbst programmierte Website. Bei Amazon eröffnete sie ein Verkäuferkonto. Bis 2021 erschienen vier Rezeptbücher von Güldane Altekrüger im Selbstverlag, von denen jedes Spiegel-Bestseller in der Kategorie Ratgeber „Essen & Trinken“ wurde.
Print- und Rundfunkmedien berichteten seit 2019 über die Bestseller-Autorin und ihre Diätrezepte. Nach über 300.000 verkauften Büchern schrieb Elisabetta Gaddoni 2020 in rbb Kultur: „Die "Wölkchenbäckerei", so heißt ihre Marke, ist heute ein Familienbetrieb, der mit seinen Bio-Fertigbackmischungen eine ernsthafte Konkurrenz für Dr. Oetker werden könnte!“ Altekrügers wachsende Fangemeinde zeige, dass ihre Rezepte „den Puls der Zeit getroffen haben“.
Güldane Altekrüger leitet ihr Unternehmen mit ihrem Mann, drei Angestellten und freien Mitarbeitern. Sie lebt mit ihrer Familie in Hamburg-Bahrenfeld.

## Veröffentlichungen
- Die Wölkchenbäckerei: Abnehmen mit Brot und Kuchen, Selbstverlag DplusA, Hamburg:
  - Band 1, 2018, ISBN 978-3-00-057914-1.
  - Band 2, 2019, ISBN 978-3-9821017-1-2.
  - Band 3, 2020, ISBN 978-3-9821017-3-6.
  - Band 5, 2021, ISBN 978-3-982-1017-7-4
  - Band 6, 2022, ISBN 978-3-982-1017-6-7
- Wölkchenleichtes Grill und Partybuffet, DplusA, Hamburg 2021, ISBN 978-3-9821017-4-3.